# 티나 메이저리노
티나 메이저리노(Tina Majorino, 1985년 2월 7일 ~ )는 미국의 배우이다.

## 출연 작품
- 워터월드
- 코리나 코리나